# Dungkar Lobsang Thrinle
Dungkar Lobsang Thrinle (tib.: dung dkar blo bzang 'phrin las; auch: Dungkar Lobsang Trinley, Dungkar Lobzang Trinle, Donggar Lobsang Chilai; geb. 1927 im damaligen Kreis Nyingchi, Tibet; gest. 21. Juli 1997 in Los Angeles) war ein tibetischer Historiker, Buddhismusforscher und Geistlicher der Gelug-Schule des tibetischen Buddhismus. Er ist Verfasser eines großen tibetologischen Wörterbuchs, das meist als Enzyklopädie bezeichnet wird.

## Leben
1934, im Alter von sieben Jahren, wurde er vom 13. Dalai Lama als die achte Reinkarnation des Lamas des sogenannten Dungkar-Klosters, dem Kloster Trashi Chöling (tib. bkra shis chos gling; chin. Zhaxi Qulin si 扎西曲林寺) im Kreis Nang von Nyingchi als Dungkar Rinpoche (chin. Dongga huofo) anerkannt.
Im Alter von sieben bis zehn Jahren lernte er am Kloster Zhaxiqulin. 1937, im Alter von zehn Jahren, ging er zum Studium nach Lhasa an das Me-Kolleg des Sera-Klosters, 1947 erwarb er dort den akademischen Grad eines Geshe Lharamapa, den höchsten der Gelug-Schule des tibetischen Buddhismus. Danach studierte er in Lhasa an der „Oberen Tantrischen Fakultät“. In den Jahren 1959–65 und ab 1978 - in der Zeit der chinesischen Kulturrevolution war er für elf Jahre nach Tibet zurückgekehrt - arbeitete er am Zentralen Nationalitäten-Institut in Peking (heute die Zentrale Nationalitäten-Universität), wo er 1986 Professor wurde. Hier schrieb er sein Snyan ngag la 'jug tshul tshig rgyan rig pa'i sgo 'byed („Opening the door to the study of ornamentation for writing poetry“, 1982). 1987 erhielt er vom Ministerium für Personalangelegenheiten die Auszeichnung eines „Herausragenden Experten auf Staatsebene“. Er war auch Professor an der Tibet-Universität in Lhasa.
Dungkar Lobsang Thrinle war Vorstandsmitglied der Chinesischen Buddhistischen Gesellschaft, Mitglied des Tibet-Zweiges der Chinesischen Buddhistischen Gesellschaft, Mitglied des ständigen Ausschusses der Politischen Konsultativkonferenz des Autonomen Gebiets Tibet, Ehrenpräsident der Tibetischen Akademie der Sozialwissenschaften, Stellvertretender Generalsekretär des Chinesischen Forschungszentrums für Tibetologie (engl. Abk. CTRC), und Mitglied der sechsten bis achten Konsultativkonferenz des Chinesischen Volkes.

## Zitate
„Unsere Hoffnungen auf die Zukunft, die Entwicklung im allgemeinen, unsere kulturelle Identität und die Bewahrung unseres Erbes – all das hängt nur von einem ab, dem Schicksal der tibetischen Sprache. Ohne gebildete Menschen, die fähig sind, sich auf allen Gebieten in ihrer eigenen Sprache auszudrücken, laufen die Tibeter Gefahr, unausweichlich assimiliert zu werden. Wir haben diesen Punkt bereits erreicht.“

„Obwohl Tibetisch zu der Sprache erklärt wurde, die in Regierungsämtern und bei Sitzungen, sowie bei der offiziellen Korrespondenz an erster Stelle zu verwenden ist, wird Chinesisch überall als die Arbeitssprache verwendet.“

„In spite of Tibetan being declared the first official language to be used in  all government offices and meetings and in official correspondence, Chinese is  used everywhere  as the working language, and since the level of Tibetan is  so low  our people  are being  led by the nose and have no power  over their own destiny.“

## Werke
- དུང་དཀར་བློ་བཟང་འཕྲིན་ལས (Hg.): དེབ་ཐེར་དམར་པོ་རྣམས་ཀྱི་དང་པོ་ཧུ་ལན་དེབ་ཐེར (Beijing, མི་རིགས་དཔེ་སྐྲུན་ཁང / Mínzú chūbǎnshè 民族出版社 1981).
- Dung dkar tshig mdzod chen mo (Großes tibetologisches Wörterbuch von Dungkar)
- Bod-kyi Chos Srid Zung-'brel Skor Bshad-pa („The Merging of Religious and Secular Rule in Tibet“, 1981/3), 1991 von Chen Guansheng 陈观胜 ins Englische übersetzt (Foreign Language Press, Beijing 1993, ISBN 0-8351-2217-4, siehe web; chin. Lun Xizang zhengjiaoyihe zhidu 论西藏政教合一制度)